# Xã May Day, Quận Riley, Kansas
Xã May Day (tiếng Anh: May Day Township) là một xã thuộc quận Riley, tiểu bang Kansas, Hoa Kỳ. Năm 2010, dân số của xã này là 83 người.